# Rue Mirabeau
Pour les articles homonymes, voir Mirabeau.
La rue Mirabeau est une voie du 16e arrondissement de Paris, en France.

## Situation et accès
La rue Mirabeau est une voie publique située dans le 16e arrondissement de Paris. Elle débute place de Barcelone et se termine au 7-9, rue Chardon-Lagache.

## Origine du nom

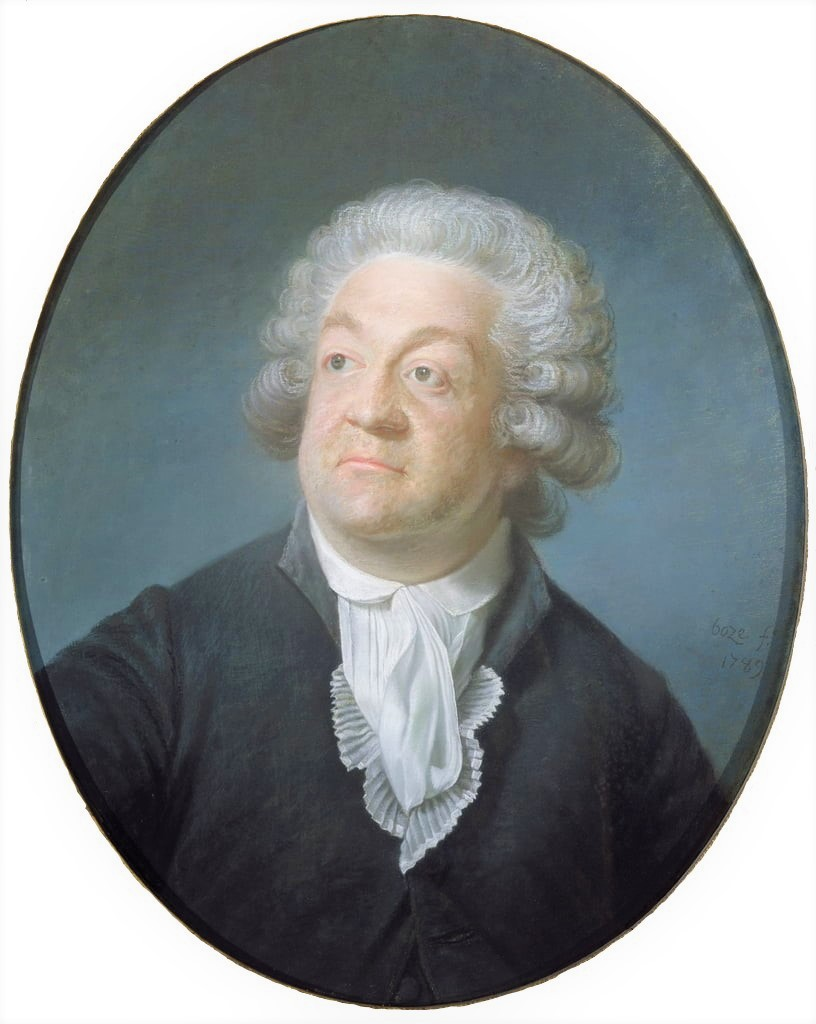
L’écrivain et homme politique Mirabeau.

Cette voie porte le nom de Honoré-Gabriel Riqueti de Mirabeau (1749-1791), écrivain et révolutionnaire français.

## Historique
Cette rue, ouverte par un décret du 30 novembre 1862, prend sa dénomination actuelle par un autre décret du 2 mars 1867.

## Bâtiments remarquables et lieux de mémoire
- Nos 6-10 : immeuble construit par les architectes Jacques Carlu[2] et Henri Mathé en 1963.
- No 17 : le 15 juin 1943, devant le no 17, des résistants FTP-MOI, Marcel Rajman et Ernest Blaukopf[3], lancent à toute volée des grenades sur un car de la Kriegsmarine. Les Allemands ripostent d’un feu nourri. Marcel Rajman, recherché par toutes les polices, parvient à s’échapper, mais Ernest Blaukopf, grièvement blessé, préfère se tirer la dernière balle de son pistolet dans la tête plutôt que d’être pris.

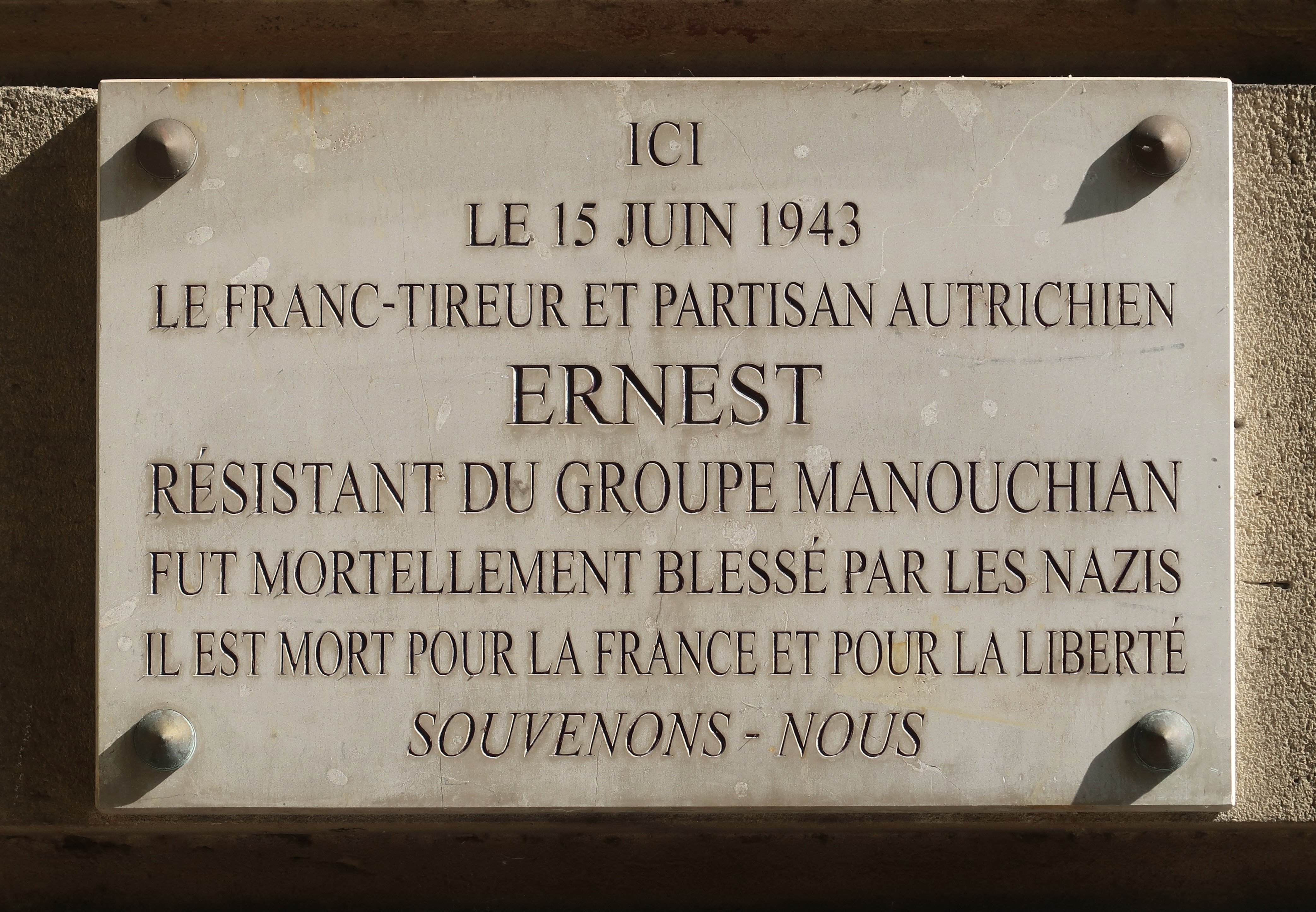
Plaque en mémoire d'Ernest Blaukopf, au 17 de la rue. La date mentionnée sur la plaque est le 15 juin 1943.

- No 23-29, à l'angle avec la rue Wilhem : pavillon de la fondation Rossini, qui fait de nos jours partie de l'ensemble hospitalier Sainte-Périne. La fondation est créée en janvier 1888 pour accueillir une maison de retraite, grâce au testament de la femme du compositeur italien Gioachino Rossini. Elle est à l'origine destinée aux « chanteurs français et italiens âgés et dénués de ressources ou atteints de maladies incurables » et compte 75 lits. L'architecte du pavillon est Véra[1],[4]. Derrière se trouvent des bâtiments hospitaliers modernes.
La cheffe d'orchestre Jane Evrard est morte à la fondation Rossini en 1984[5].
- No 41 : parc Sainte-Périne.
- No 49 : fondation nationale de gérontologie. Bâtiment en photographie détruit pour laisser place à un nouvel édifice, achevé en 2023.
- La journaliste Claire Chazal y a habité avec ses parents durant sa scolarité. Sa mère était professeure au lycée Jean-Baptiste-Say[6] et Claire Chazal élève au lycée Jean-de-La-Fontaine, tous deux situés dans le quartier[7],[8].

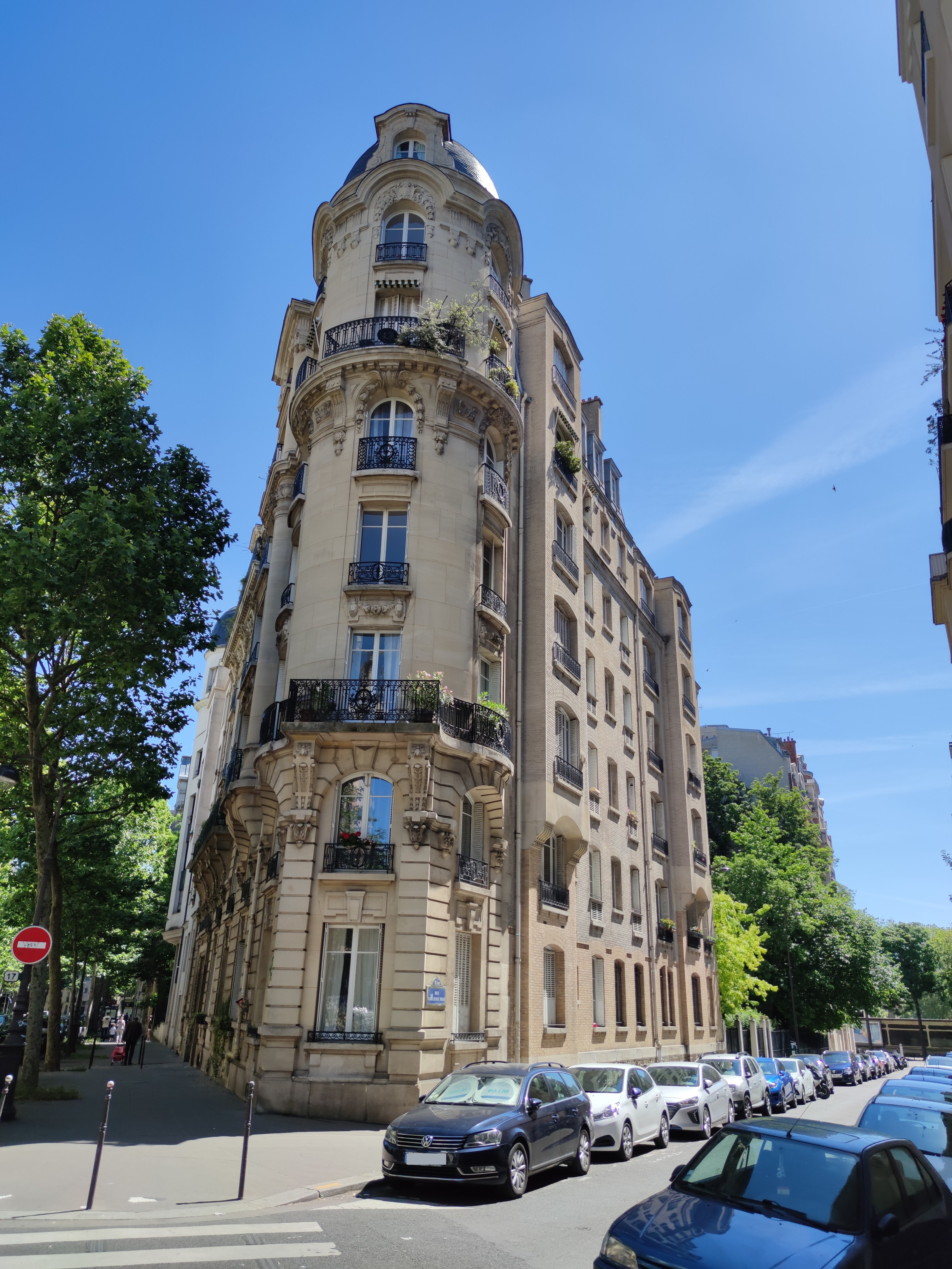
No 17, à l'angle de la rue Narcisse-Diaz.
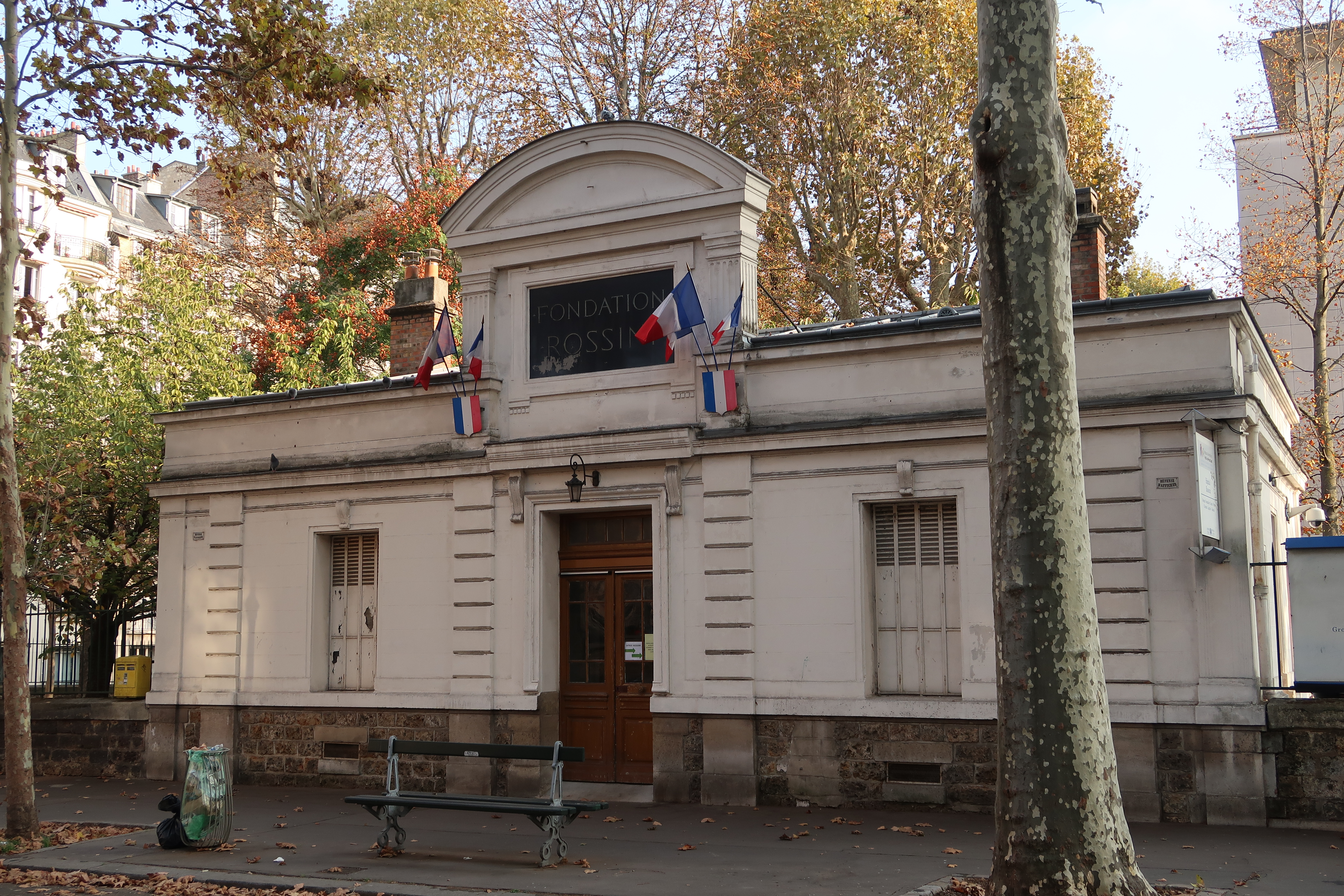
No 23-29 (pavillon).
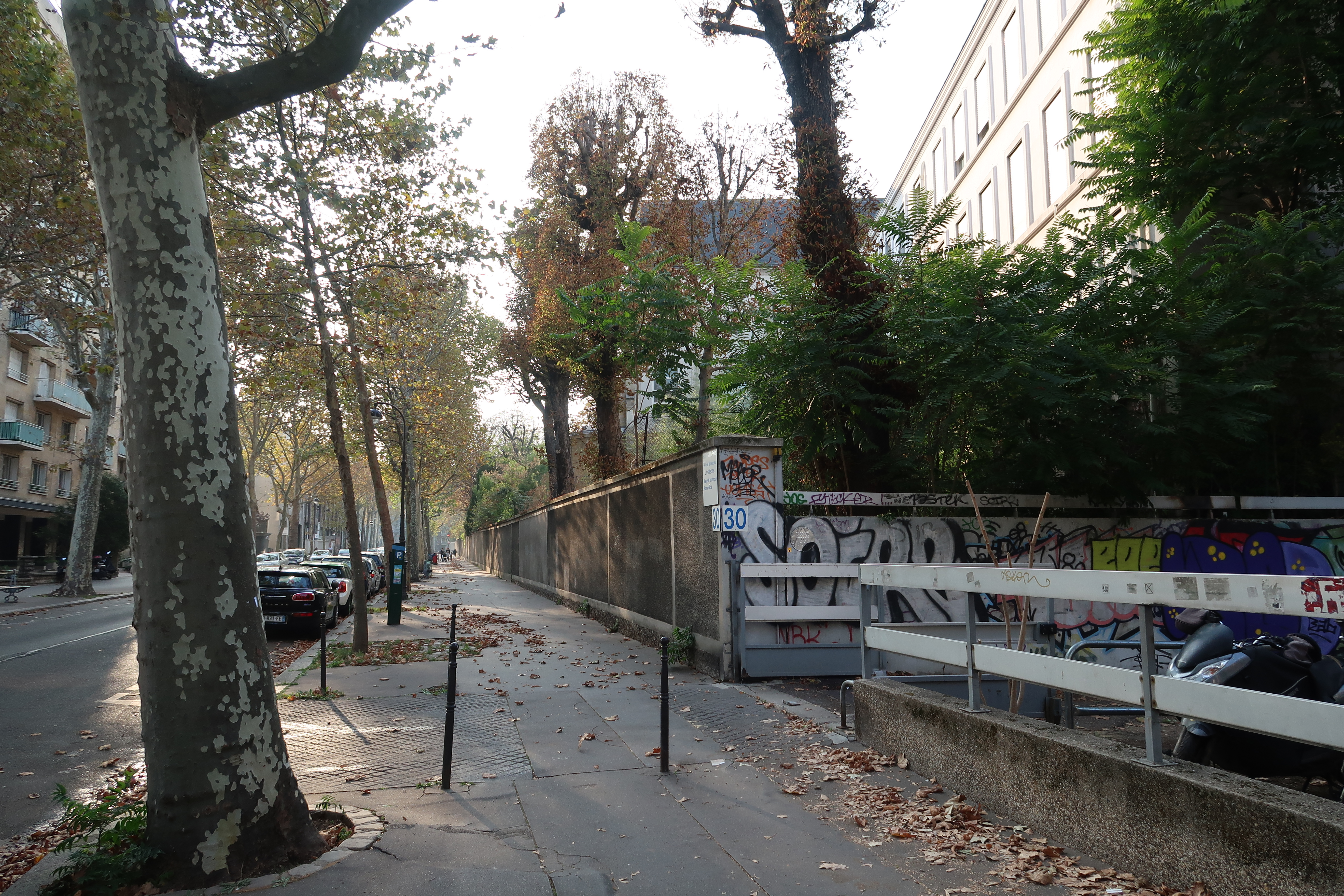
Autre vue de la rue.
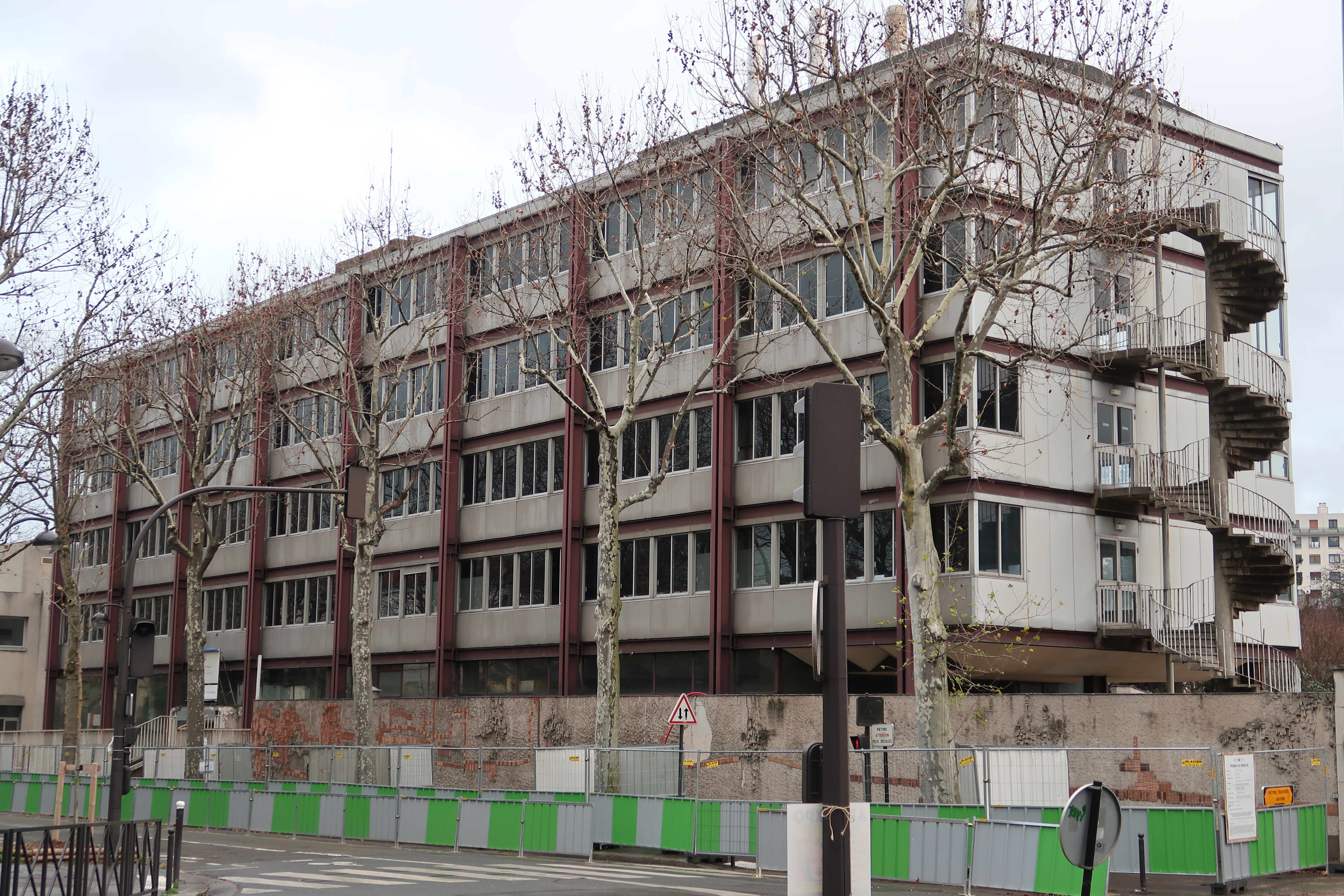
No 49.